# Adenia elegans
Adenia elegans är en passionsblomsväxtart som beskrevs av Joseph Marie Henry Alfred Perrier de la Bâthie. Adenia elegans ingår i släktet Adenia och familjen passionsblomsväxter. Inga underarter finns listade i Catalogue of Life.